# 菲律宾海

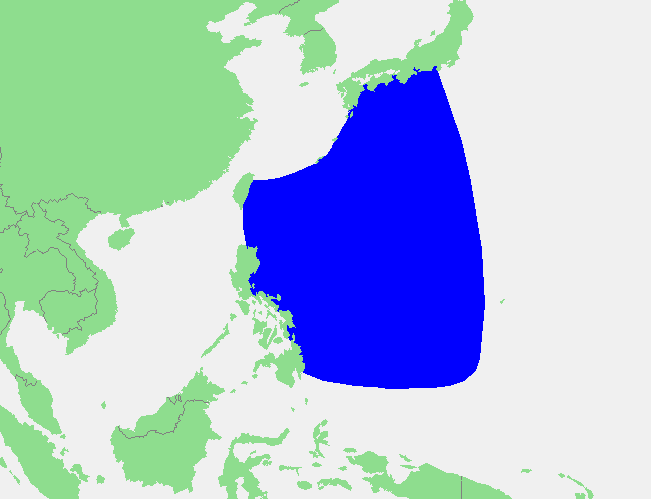
菲律宾海。

菲律宾海（英語：Philippine Sea），是西太平洋的一部分，菲律宾群岛（因此得名）以东，面積500萬平方公里，是世界上最大的海，位於菲律宾海板块之上。西北部以台湾岛、琉球群岛为界，北部以九州岛、四国岛及本州岛东南岸为界, 东部以伊豆诸岛、小笠原群岛、马里亚纳群岛为界, 南部以关岛、雅浦群岛、帕劳群岛至哈马黑拉岛连线为界。菲律宾海板块潜没到欧亚板块之下，形成菲律宾海沟。另可參見「福爾摩沙三角」（龍三角、魔鬼海）。
菲律宾海深度很深，有复杂多样的海底地形。海底由一系列地质断层和断裂带形成海盆。菲律宾群岛、琉球群岛和马里亚纳群岛岛弧将菲律宾海的北部、东部和南部包围起来。菲律宾海的另一个显着特征是存在深海海沟，其中菲律宾海沟和马里亚纳海沟是地球上最深的地方。
菲律宾海大部分是国际公海，少部分为周围一系列国家的领海。